# Melanaspis santensis
Melanaspis santensis  (лат.) — вид полужесткокрылых насекомых-кокцид рода Melanaspis из семейства щитовки (Diaspididae).

## Распространение
Южная Америка: Бразилия (Сан-Пауло).

## Описание
Мелкие щитовки, форма тела округлая; основная окраска коричневая.
Питаются соками растений.
Таксон Melanaspis santensis включён в состав рода Melanaspis Cockerell, 1897 вместе с таксонами A. aristotelesi, A. arnaldoi, A. bondari, A. bromiliae, A. figueiredoi, A. jaboticabae, A. leivasi, A. martinsi, A. saccharicola, A. araucariae, A. smilacis.